# Saltério de Melisenda

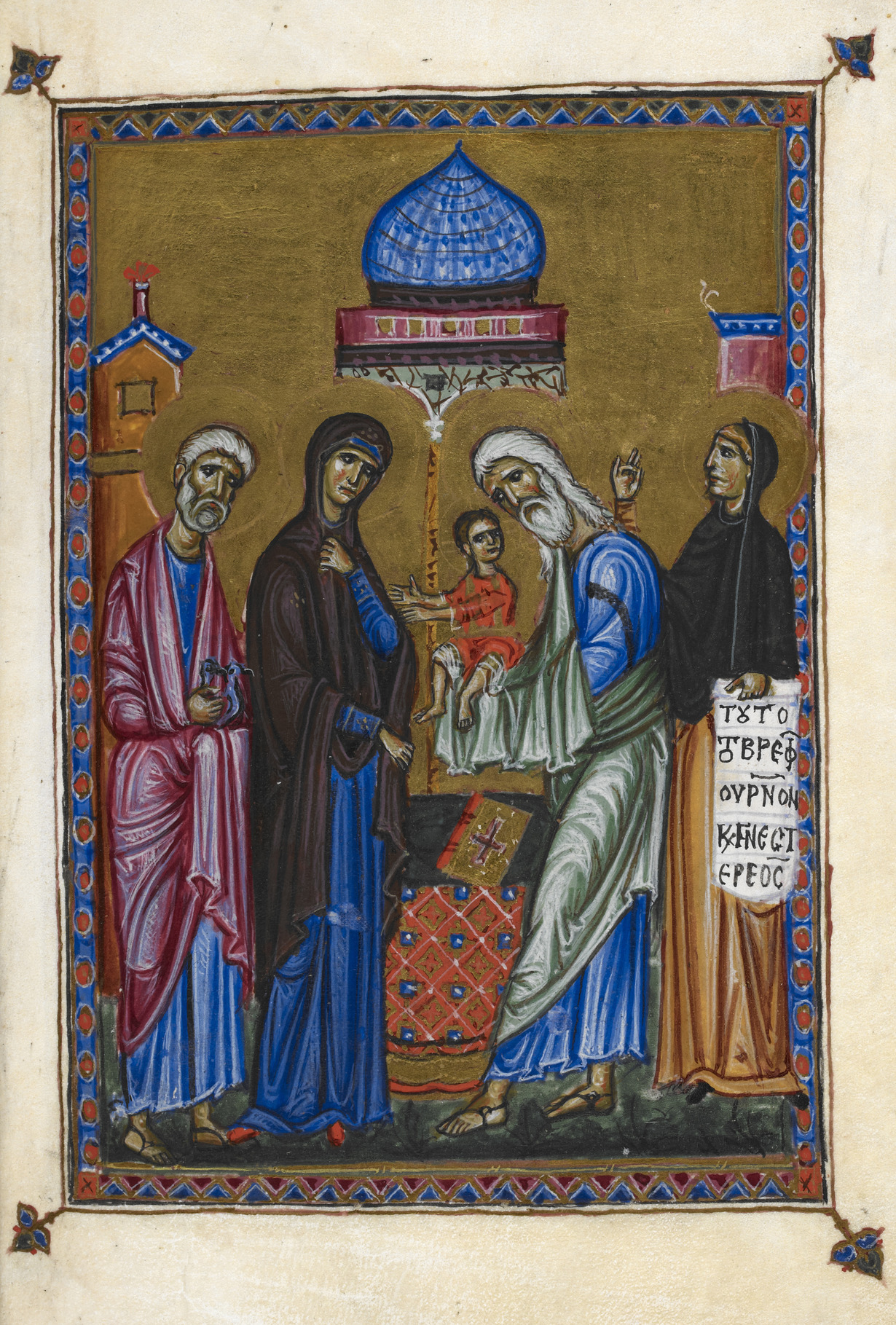
Representação da Apresentação de Jesus no Saltério de Melisenda

Saltério de Melisenda (Londres, Biblioteca Britânica, Egerton MS 1139) é um manuscrito iluminado encomendado por volta de 1135 no Estado cruzado do Reino de Jerusalém, provavelmente pelo Rei Fulque para sua esposa, a Rainha Melisenda. É um exemplo notável da arte cruzada, que resultou da fusão dos estilos artísticos da Europa católica romana, do Império Bizantino Ortodoxo Oriental e da arte do manuscrito iluminado armênio.
Sete escribas e iluminadores, trabalhando no scriptorium construído pelos cruzados na Igreja do Santo Sepulcro em Jerusalém, estiveram envolvidos na criação do saltério. Ele mede 21,6 centímetros por 14 centímetros. Este manuscrito faz parte da Coleção Egerton na Biblioteca Britânica em Londres.

## Capas

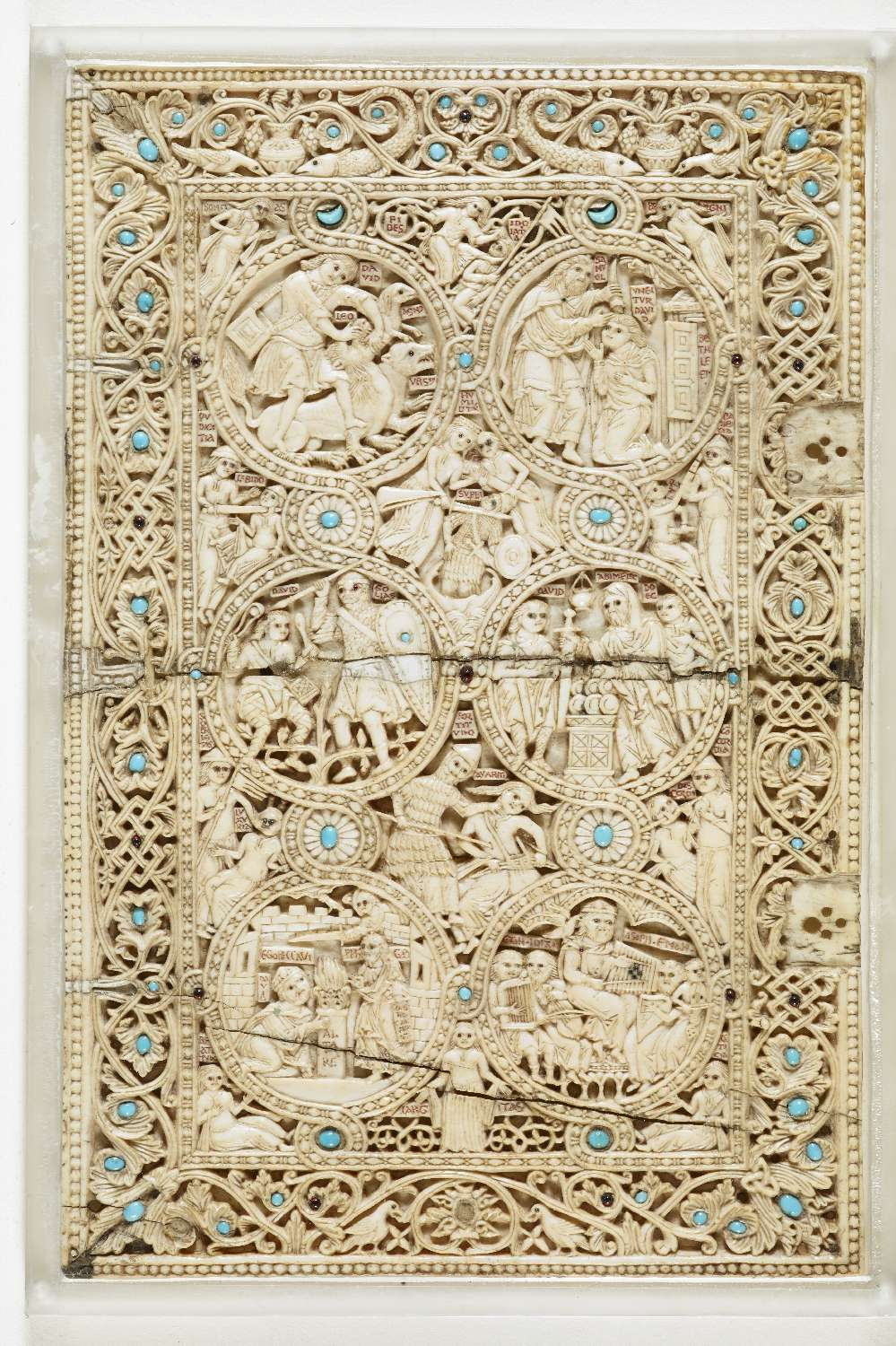
A capa do livro é de marfim

As capas de marfim, decoradas com algumas pequenas contas de turquesa, mostram cenas da vida do Rei David e da Psicomachia de Prudêncio na parte da frente, e outro rei realizando as seis obras de misericórdia do Evangelho de Mateus na parte de trás, ambas mostrando influência da arte bizantina, islâmica e ocidental. Os desenhos geométricos nas capas são especialmente influenciados pela arte islâmica.
O rei na parte de trás está vestido com roupas imperiais bizantinas, mas provavelmente representa um rei cruzado, talvez Fulque. Há uma escultura de um falcão acima dele, o que possivelmente é uma pista de que o rei é Fulque, já que "falcão" e "Fulque" em francês antigo eram ambos Fouque. Outro nome de pássaro, fulica, possivelmente também foi implícito aqui como um trocadilho com o nome do rei.